# Eressa deliana
Eressa deliana är en fjärilsart som beskrevs av Walter Karl Johann Roepke 1935. Eressa deliana ingår i släktet Eressa och familjen björnspinnare. Inga underarter finns listade i Catalogue of Life.